# Valerie Huber
Valerie Florine Huber (Viena, 4 de enero de 1996) es una actriz y modelo austríaca.

## Biografía
Valerie Florine Huber nació en Viena en 1996, pero sus primeros siete años de vida vivió en Uganda y Costa de Marfil debido al trabajo de su padre.  A la edad de doce años se mudó con su familia a Washington D. C., donde asistió a la Deutsche Schule. Después de cuatro años en los Estados Unidos, asistió a una escuela secundaria bilingüe en su país natal. En 2014 comenzó su formación actoral en la escuela de teatro Krauss, completándola en 2017.

## Trayectoria
Tras su regreso a Austria después de vivir en África, participó en cursos de improvisación teatral y en 2007/08 interpretó el papel de Valerie en la serie de televisión Tom Turbo.
En 2014 se consagró ganadora del certamen de belleza Miss Earth Austria y fue representante de su país en el concurso Miss Earth llevado a cabo en Filipinas.
En 2015 interpretó el papel de Polilla en Sueño de una noche de verano representada en el Volkstheater de Viena bajo la dirección de Michael Schottenberg. En 2017, participó de la serie de televisión, Trakehnerblut, en la que interpretó el papel de Helena Bodin. En ese año también rodó la película Die letzte Party deines Lebens de Dominik Hartl; el telefilme Sag, es tut dir leid la serie de televisión ZDF Neben der Spur; la película Klassentreffen 1.0 de Til Schweiger y el episodio Malediven de la serie de televisión Das Traumschiff. En 2018 participó de la película Immenhof – Das Abenteuer eines Sommers.
En 2019 interpretó a Gigi, la prometida del agente especial del FBI Will Chase, interpretado por Scott Foley en la serie de televisión, Whiskey Cavalier. En la serie de Nachtschwestern encarnó a la estudiante de enfermería Kiki Schmitz. En el verano de ese año rodó la comedia Ein Sommer auf Mykonos de la serie Ein Sommer in… para ZDF. En la misma, interpretó a Jana, una entrenadora de perros que quiere pasar unas vacaciones de madre e hija en Mykonos. En la Meine Cousine, die Liebe und ich dirigida por Rosamunde Pilcher, encarnó a la novelista Holly Shaw.
En la película de 2021 Klammer - Chasing the Line de Andreas Schmied sobre el esquiador alpino Franz Klammer, Huber interpretó el papel de su novia y luego esposa, Eva.
A finales de 2021 coprotagonizó la serie de Netflix Kitz, interpretando el papel de la acaudalada influencer Vanessa von Höhenfeldt.

## Filmografía
- 2007–2008: Tom Turbo (Serie de televisión, nueve episodios)
- 2014: Bróðir
- 2015: Universum History – Stadt der Gladiatoren – Carnuntum
- 2017: Die Bergretter – Am Abgrund (Serie de televisión)
- 2017: Trakehnerblut – Helena (Serie de televisión)
- 2017: Stadtkomödie – Herrgott für Anfänger (Serie de televisión)
- 2018: Die letzte Party deines Lebens (Película)
- 2018: Neben der Spur – Sag, es tut dir leid (Serie de televisión)
- 2018: Das Traumschiff – Malediven (Serie de televisión)
- 2018: Klassentreffen 1.0 (Película)
- 2018: Head Full of Honey (Película)
- 2019: Immenhof – Das Abenteuer eines Sommers (Película)
- 2019: Whiskey Cavalier – Pilot (Serie de televisión)
- 2019: SOKO Köln – Blackout (Serie de televisión)
- 2019–2020: Nachtschwestern (Serie de televisión, 20 episodios)
- 2019: Rosamunde Pilcher: Meine Cousine, die Liebe und ich (Serie de televisión)
- 2020: Ein Sommer auf Mykonos (Serie de televisión)
- 2021: Am Anschlag – Die Macht der Kränkung (Serie de televisión)
- 2021: Klammer – Chasing the Line (Película)
- 2021: Kitz (Serie de televisión)

## Vida personal
Durante el estreno de la película Klammer - Chasing the Line, anunció que estaba en una relación el músico y artista de cabaret Paul Pizzera. Ella había participado en el videoclip de "frmdghn" una canción de Pizzera & Jaus, publicado en mayo de 2021. A principios de enero del 2022 ambos se comprometieron en Kenia.